# البنك الأخضر
البنك الأخضر (أو كما يشار له في بعض الأحيان باسم بنك الاستثمار الأخضر أو سلطة تمويل الطاقة النظيفة أو شركة تمويل الطاقة النظيفة) هو مؤسسة مالية عمومية أو شبه عمومية تستخدم تقنيات تمويل مبتكرة وأدوات تنمية السوق بالتعاون مع القطاع الخاص بهف التسريع في تطبيق تقنيات الطاقة النظيفة. تستخدم البنوك الخضراء الأموال العامة لتزيد من فعالية الاستثمار الخاص في تقنيات الطاقة النظيفة والتي على الرغم من كونها جيدة تجاريًا إلا أنها تواجه صعوبة في تأسيس كيان حاضر لها في الأسواق الاستهلاكية. تسعى البنوك الخضراء إلى تقليل تكاليف الطاقة لدافعي الضرائب وتحفيز استثمار القطاع الخاص والحركة الاقتصادية وتسريع الانتقال إلى اقتصاد قليل الاعتماد على الكربون.
في الولايات المتحدة، تشكلت البنوك الخضراء على محليًا وعلى مستوى الولاية. أنشأت كل من المملكة المتحدة وأستراليا واليابان وماليزيا بنوكًا وطنية تهدف إلى تشجيع استثمار القطاع الخاص في تقنيات الطاقة النظيفة. ساهم مجموع البنوك الخضراء حول العالم بما يقدر ب30 مليار دولار من الاستثمارات في مجال الطاقة النظيفة.

## التاريخ
في الولايات المتحدة، ظهر مصطلح البنك الأخضر على يد كل من ريد هاند وكين برلين كجزء من الخطة الرئاسية لباراك أوباما التي هدفت إلى تسهيل تطوير الطاقة النظيفة. اعتمد مصطلح مماثل كتعديل على مشروع قانون تجارة الانبعاثات دُعي بالقانون الأمريكي للسلامة والطاقة النظيفة عام 2009. طُرح في مجلس الشيوخ تشريع بخصوص التمويل الفدرالي للطاقة النظيفة، ولاقى قبولًا واسعًا من كلا الحزبين.
في حين فشل قبول مشروع قانون تجارة الابنعاثات عام 2009 من قبل مجلس الشيوخ، ركز الداعمون لفكرة البنك الأخصر على المستوى المحلي. أنشأت ولاية كونيكتيكت أول بنك أخضر في الولاية عام 2011، تبعتها نيويورك في عام 2013. مع نهاية السنة لمالية لعام 2015، كان بنك كونيكتيكت الأخضر قد ساهم بمبلغ 663 مليون دولار في استثمارات المشروع.
نُشر تقريران في المملكة المتحدة عام 2009 يدعوان إلى إنشاء بنك ممول من قبل الحكومة لتوفير الدعم للمشاريع الخضراء. نُشر التقرير الأول في شهر مارس من عام 2009 من قبل كل من عاصمة التغير المناخي والجيل الثالث من حماية البيئة تحت عنوان «الإسراع في تمويل البنى الخضراء: مقترحات حول البنوك الخضراء في المملكة المتحدة». نُشر المقال الثاني في شهر سبتمبر من عام 2009 من قبل بوليسي إكستشينج تحت عنوان «تقديم بنية القرن الحادي والعشرين إلى بريطانيا» وكتب من قبل كل من ديتر هيلم ووجيمس واردلو وبين كالديكوت.

## العوامل الأساسية
توجد أشكال وأنماط عديدة للهيئات الممولة لمشاريع الطاقة النظيفة والبنى الخضراء. هنالك عدة نقاط رئيسة تميز البنوك الخضراء عن غيرها من المؤسسات التمويلية: تركيزها على التقنيات القابلة للتطبيق تجاريًا ووجود مصدر مخصص لرأس المال والتركيز على زيادة استثمار القطاع الخاص وعلاقتها مع الحكومة.
تركز البنوك الخضراء على التقنيات القابلة للتطبيق تجاريًا بدلًا من التقنيات التي لا زالت في مراحلها الأولية، نظرًا لكونها مجربة وتمتلك مخاطر تقنية أقل وقادرة على تحقيق مردود لأصحاب المشروع. البنوك الخضراء هي هئيات ذات غرض شعبي مع نوع من العلاقة مع الحكومة، وعادة ما يُموَّلون من المال العام. كما هو الحال في البنوك التجارية، تقرض البنوك رأس المال وتمتلك ديون، لذلك من المهم امتلاكهم لميزانية عمومية. تركز البنوك الخضراء أيضًا على استخدام رأس المال لتسهيل دخول القطاع الخاص إلى سوق الطاقة النظيفة، تحديدًا عبر استخدام المال العام المحدود في زيادة الاستثمار الخاص في الطاقة النظيفة.

## حواجز السوق
بالنسبة للمستهلكين، تجعل التكاليف العالية المدفوعة مقدمًا تقنيات الطاقة النظيفة غير مرغوبة على الرغم من انخفاض تكاليفها بشكل مستمر. عبر التاريخ، اعتمد قطاع الطاقة النظيقة على الهبات المالية التي يمنحها دافعو الضرائب والخصومات وضرائب الائتمان وامدادات مالية حكومية أخرى بهدف الدفع بتنمية السوق.
من الناحية المثالية، على مانحي القروض من القطاع الخاص تمويل أصحاب المباني لتغطية التكاليف المقدمة لإمدادات الطاقة النظيفة (بعيدًا عن الحسومات). على كل حال، هناك قصور في سوق رأس المال وتحديات متأصلة أمام تمويل الطاقة النظيفة التي أدت إلى استثمار غير مؤهل من قبل المقرضين من القطاع الخاص. يقدم بعض المقرضين من القطاع الخاص عروضًا لمشاريع الطاقة النظيفة، ولكن عادة تكون أسعار الفائدة مرتفعة نسبيًا ومدة القروض قصيرة. تجعل هذه الشروط تمويل مشروع يخص الطاقة النظريفة غير مرغوب من ناحية المستخدم النهائي. لجعل المشروع جذابًا من وجهة نظر المستخدم النهائي، على التدفق النقدي الشهري القادم من مشاريع الطاقة النظيفة أكبر من الدفع الشهري لتمويلها. يعتبر هذا النوع من التدفق النقدي ممكنًا فقط على المدى البعيد الذي يتوافق مع العمر المتوقع لمدخرات المشروع، وبمعدلات تتناسب مع المخاطر. بذلك، يُقدم رأس المال الخاص وفق شروط غير مواتية (في حال تواجدها أساسًا) تقلل من الرغبة الاقتصادية من قبل المستهلكين المحتملين للمشروع أو لمطوريه.
ينتج نقص التمويل الخاص كنتيجة لعدة أسباب. أحد الأسباب هو وجود سجل قصير نسبيًا فيما يتعلق بتمويل الطاقة النظيفة، وبالتالي ضعف البيانات التي يمكن للمقرضين الاعتماد عليها. بدون البيانات، وخط سير لمشاريع مشابهة، تبقى البنوك في حيرة حول أداء أشكال مختلفة من المشاريع ومدى سداد المقترضين لقروضهم. تؤدي هذه الحالة من عدم اليقين إما إلا التردد في الانخراط بالسوق أو إلى شروط إقراض غير محبذة.
سبب آخر للفجوة التمويلية ه أن الكثير م مشروعات الطاقة النظيفة صغيرة وموزعة. تعد مشاريع زيادة كفائة الأبنية وأسطح الطاقة الشمسية بمثابة استثمارات صغيرة بطبيعتها ومتناثرة جغرافيًا، بميزات متباينة بين الأطراف. يعد عدم التجانس في مشاريع الطاقة النظيفة أكثر غلاءً بالنسبة للمقرض من القطاع الخاص، مما يجعل القروض في مجال الطاقة النظيفة غير مجدية اقتصاديًا من وجهة نظر المقرض.
سبب ثالت لفجوة التمويل هو نقص سيولة ونضج رأس المال التجاري. إذا قدم البنك التجاري قرضًا يتعلق بمشاريع توفير الطاقة، فإنه من غير المعروف بالنسبة للبنك فيما إذا سيكون قادرًا على تقديم ذلك القرض لمقرض آخر، أم عليه الاحتفاظ به ضمن ميزانيته العمومية. لا يزاجه راهنو العقارات والسيارات من الدائنين هذه العقبة نظرًا لوجود أسواق ثانوية شديدة السيولية لقروض البيت والسيارة، مما يساعد على إبقاء المعدلات منخفضة. تحضر هذه الأسواق الثانوية الآن لتقنيات الطاقة النظيفة.
السبب الأخير لعدم الاستثمار الخاص يتعلق بسلوك البشر والمنظمات. لبدء الإقراض ضمن سوق جديد، على البنك توظيف موظفين جدد ودراسة مخاطر وعمليات السوق الجديدة وتحديد معايير الدقة حول نوعية المشاريع وتحديد مدى جدارة العميل بالثقة، وقد تأخذ هذه العملية الكثير من الوقت.